# Alexandre Henri Gabriel de Cassini
Alexandre Henri Gabriel (Alexandre De Cassini) vescomte de Cassini (París, 9 de maig de 1781 -16 d'abril de 1832) va ser un magistrat i botànic francès. Era el menor de cinc fills de l'astrònom Jean-Dominique Cassini. De vegades firmava "Cassini V" per marcar el seu lloc en la dinastia dels Cassini. S'especialitza en la família botànica Asteraceae. Escriu les seves memòries reunides en Opuscules phytologiques, que li van ser admeses a l'Acadèmia De Les Ciències Francesa el 1827. Va morir de còlera. El gènere botànic Cassinia es nomena en el seu honor pel botànic Robert Brown.

## Obra
Va anomenar moltes fanerògames, i nous gèneres en la família de les Asteràcies, moltes d'Amèrica del Nord. Publica 65 papers i 11 revisions en el [Nou] Butlletí de Ciències de la Societat Filomàtica de París de 1812 a 1821. El 1825, A. Cassini col·loca la taxa nord-americana de Prenanthes en el seu nou gènere Nabalus, avui considerat un subgènere de Prenanthes (família Asteraceae, tribus Lactuceae). El 1828 nomena a Dugaldia hoopesii pel naturalista escocès Dugald Stewart (1753-1828).

### Algunsgèneres(originalment) nomenats per ell
- Brachyscome (1816)
- Carphephorus
- Dracopis Cass.
- Emilia Cass.
- Eurybia (Cass.) Gray
- Euthamia (Nuttall) Cass. 1825
- Facelis Cass.
- Guizotia Cass.
- Helianthus pauciflorus Nutt. ssp. pauciflorus, o reportada como Helianthus laetiflorus var. rigidus y H. rigidus (Cass.) Desf.
- Heterotheca Cass.
- Ixeris (Cass.) Cass.
- Ligularia Cass.
- Pallenis Cass.
- Pluchea Cass.
- Sclerolepis Cass.
- Youngia Cass.
- Taraxacum Cass.